# Benjamin Dolić
Benjamin Dolic, (Ljubljana, 1997. május 4. –) Szlovéniában született német énekes.
Ő képviselte volna Németországot a 2020-as Eurovíziós Dalfesztiválon, Rotterdamban a Violent Thing (magyarul: Erőszakos dolog) című dallal.

## Diszkográfia
Tizenkét évesen Dolic részt vett a Slovenija ima talent tehetségkutató műsorban, ahol az elődöntőig jutott. A középiskolában belépett a D Base nevű együttesbe, amivel részt vett a 2016-os Eurovíziós Dalfesztivál szlovén válogatójában. 2018-ban a Dolic döntős volt a The Voice of Germany nyolcadik évadjában.

## Fordítás
- Ez a szócikk részben vagy egészben  a   Ben Dolic című dán Wikipédia-szócikk fordításán alapul.  Az eredeti cikk szerkesztőit annak laptörténete sorolja fel. Ez a jelzés csupán a megfogalmazás eredetét és a szerzői jogokat jelzi, nem szolgál a cikkben szereplő információk forrásmegjelöléseként.